# Vlissingens järnvägsstation
Vlissingens järnvägsstation är en järnvägsstation (ändstation) på Zeeuwselinjen mellan Roosendaal och Vlissingen. Stationen ligger öster om Vlissingens centrum, vid färjhamnen vid Westerschelde.
Stationen öppnades den 1 september 1873 under namnet Vlissingen Haven (Vlissingen hamn). Den var viktig i förbindelse med trafiken till och från England. Den första stationsbyggnaden blev utbytt mot en större 1892, en station som bland annat hade en egen vänthall för adliga personer. År 1944 bombades Vlissingen Haven och efter andra världskriget byggdes en ny station. Denna stationen ersatte de tidigare två Vlissingen Haven och Vlissingen Stad. Vlissingen Stads station låg närmare beläget stadens centrum än hamnens. Dagens station byggdes 1950 efter ritningar av Sybold van Ravesteyn. Han använde ofta en nybarrock stil i sina verk, och det märks tydligt i byggnaden. Den äldsta delen av stationen är taket över perrongen som kommer från 1892.
Stationen utgör en viktig roll i persontrafiken till och från Vlissingen och den västra delen av Zeeuws-Vlaanderen. Tack vare att stationen ligger vid hamnen är förbindelsen med Zeeuws-Vlaanderen god, mellan Vlissingen och Breskens finns det en färjeförbindelse för fotgängare och cyklister. Att stationen ligger nära hamnen är inte bara positivt – detta gör att stationen ligger ocentralt i förhållande till stadskärnan. På grund av detta finns det planer på att flytta stationen längre norrut, vid området där Vlissingen kommun ska bygga ett kunskap- och innovationscentrum. Området som är planerat för den nya stationen är ungefär samma plats som för Vlissingen Stads station. Invånarna i Zeeuws-Vlaanderen protesterar mot dessa planer eftersom en flyttning av stationen skulle betyda att de inte längre kan byta direkt från tåg till färja och därmed kommer förlora tid.
Vlissingens station har inte någon biljettförsäljning, utan biljetter kan endast köpas via automater. Stationsbyggnaden hyser istället rum för en butik och en restaurang. Tågen från Vlissingen avgår varje timme till Roosendaal, Amsterdam, Almere och Lelystad (Intercity 2600) där man kan byta till (Järnvägslinje 7) mot Zwolle och Groningen respsktive Intercity 12700 till Zwolle och Leeuwarden.